# Pergesa butleri
Pergesa butleri är en fjärilsart som beskrevs av Rothschild 1894. Pergesa butleri ingår i släktet Pergesa och familjen svärmare. Inga underarter finns listade i Catalogue of Life.